# Alpha (альбом Елены Карлеуши)
Alpha (также встречается вариант Alfa) — одиннадцатый студийный альбом сербской певицы Елены Карлеуши, выход которого состоялся 13 августа 2023 года на лейблах JK Music и City Records. Это её первый студийный альбом за прошедшие одиннадцать лет.

## Предыстория
Елена Карлеуша выпустила свой предыдущий студийный альбом Diva в 2012 году. В следующем году она выпустила сингл «Ferrari» совместно с Течей и Нешем, а также провела свой большой сольный концерт Viva la Diva, который был встречен шквалом критики. После она ненадолго покинула музыкальную сцену, как заявила Карлеуша, ей пришлось сделать это из-за многочисленных скандалов, в которые она была вовлечена. В 2015 году исполнительница заняла судейское кресло в музыкальном шоу талантов «Звезде Гранда». В 2017 году Карлеуша вернулась на музыкальную сцену с двумя успешными синглами: «O.S.T.A.V.L.J.A.M.T.E.», записанным с болгарским певцом Азисом, и «Bankina», записанным с сербским певцом Ацей Лукасом. В 2019 году певица выпустила сингл «LaJK», а в 2020 году — концертный альбом Unplugged.
В декабре 2020 года Карлеуша появилась в эфире программы «Šok-Tok», где рассказала, что новый альбом выйдет весной 2021 года, а называться он будет Alpha. В том же интервью певица поделилась, что записывала альбом последние три года. Также она раскрыла детали о песне «La Bomba», отрывками которой делилась ранее — это песня на английском и испанском языках и записана она с бразильской поп-дрэг-дивой Паблло Виттар. Вдобавок Карлеуша заявила, что песня предназначалась для её конкурсной заявки для участия в «Евровидении» от Словении в 2020 году, но в последний момент певица отказалась. В январе 2021 года сербский певец Эмир Лапсус поделился в своем Instagram, что работает с Карлеушей в студии звукозаписи. Кроме того, в интернете активно обсуждалось, что в альбоме может появиться и дуэт с американской рэпершей Карди Би, сама Карлуша никак это не опровергала, активно заявляя в интервью, что поддерживает с ней дружеские отношения, сама Карди Би также проявляла активность в Instagram по отношению к Карлеуше.
Из-за занятости Елены в проекте «Звезде Гранда» релиз альбома был перенесён на лето 2021 года, когда должен закончится её контракт с шоу. В конце июня певица подтвердила, что альбом выйдет точно летом, также она добавила, что новые песни «абсолютные хиты». Позже релиз альбома был перенесён на осень. Певица планировала представить несколько новых песен на августовском фестивале «Music Week» в Ушче, но передумала, решив устроить альбому полноценную рекламную кампанию. Также певица подтвердила, что в альбоме, помимо Пабло Виттар, появятся ещё две «крупные» иностранные звезды.
В сентябре 2021 года скончалась поэтесса Марина Туцакович, которая работала с Карлеушей в течение долгих лет, а также над настоящим релизом. В ноябре Карлеуша поделилась в соцсетях, что готовит сюрприз 31 декабря, многие предположили, что это дата выхода нового альбома. В том же месяце певица опубликовала сторис в Instagram со списком тринадцати песен нового альбома (названия видны не были). Также стало известно, что над альбомом работают рэперша Сайси MC и композитор Милан Радулович, сын Марины Туцакович. В декабре 2021 года певица рассказала, что релиз альбома переносится на 2022 год.
В ноябре 2022 года Милан Радулович объявил, что запрещает исполнять свои песни Карлеуше, та же ответила ему, что его «две с половиной песни» и так не войдут в итоговой трек-лист альбома. В декабре певица вновь подтвердила, что альбом выйдет в 2023 году, и что она рассчитывает выйти с ним на международный рынок.

## Список композиций
1. KARLYB*TCH
2. Benga
3. Block!
4. Mashallah (при участии Milica Pavlović)
5. Alien
6. Karma
7. Takita
8. Rehabilitacija
9. Lucifer
10. KARLYB*TCH 2